# Spinaeschna watsoni
Spinaeschna watsoni – gatunek ważki z rodziny żagnicowatych (Aeshnidae). Występuje w północno-wschodniej Australii.